# ベルフォート美容専門学校
ベルフォート美容専門学校（ベルフォートびようせんもんがっこう）とは、学校法人まこと学園が運営する岐阜市にある専修学校（総合美容専門学校）。

## 沿革
- 2003年 - ベルフォートアカデミーオブビューティとして設立
- 2005年 - トータルビューティ科を新設
- 2007年 - プロ養成科を新設
- 2017年 - トータルビューティ科を廃止
- 2022年 - ベルフォート美容専門学校に校名変更

## 学科等
- 美容科（昼間課程／通信課程）
- トータルビューティ科（昼間課程／通信課程）
- プロフェッショナルアシスタント養成科
- デュアルコース（厚生労働省委嘱・再就職支援講座）

## 特徴他
- 旧来型の美容学校とは一線を画し、総合美容専門学校としてプロフェッショナル養成に、重点を置いている
- 外部講師として、世界的なステージで活躍するトップアーティストを招聘
- 学科担当も、現職の大学教員を布陣（岐阜薬科大学ほか）
- 就職率が極めて高位であり、東海エリアでは圧倒的な彼我差を擁している
- 2008年第17回美容師国家試験にて合格率94.1%達成

## 所在地
〒500-8856 岐阜市橋本町1-10-1 
最寄り駅は、岐阜駅（Active G館内）